# Pterartoriola subcrucifera
Pterartoriola subcrucifera är en spindelart som först beskrevs av William Frederick Purcell 1903.  Pterartoriola subcrucifera ingår i släktet Pterartoriola och familjen vargspindlar. Inga underarter finns listade i Catalogue of Life.